# Vioolsleutel
Met vioolsleutel of solsleutel duidt men de g-sleutel aan geplaatst op de tweede lijn van de (vijflijnige) notenbalk. De vioolsleutel geeft aan dat een noot op deze lijn de stamtoon g' uit het eengestreept octaaf is; deze toon ligt een kwint boven de centrale C. Aangezien de g-sleutel tegenwoordig alleen nog als vioolsleutel voorkomt, wordt vaak geen onderscheid gemaakt tussen vioolsleutel en g-sleutel.
De term doet denken dat instrumenten die in tonen spelen die in de tessituur van de viool liggen, deze sleutel zullen hanteren. Dat is zeker zo, maar er zijn veel uitzonderingen op deze regel.

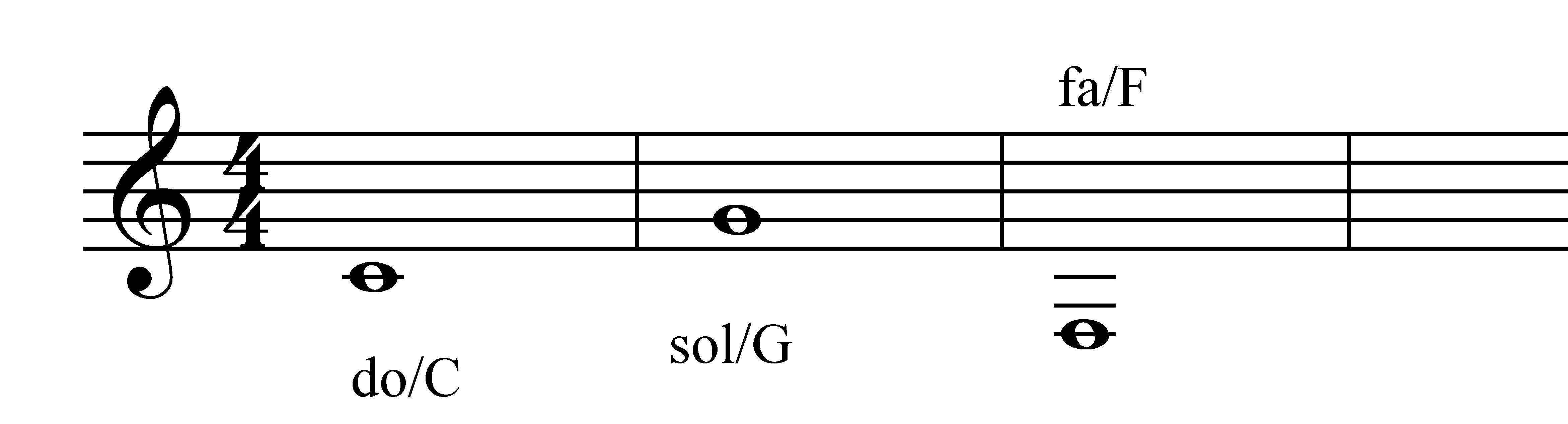
Vioolsleutel

De Franse vioolsleutel is de g-sleutel op de eerste lijn. Deze sleutel is in onbruik geraakt.

## Gebruik
De vioolsleutel wordt gebruikt voor zeer veel (ook transponerende en/of octaverende) instrumenten, waaronder ook de stem gerekend wordt:
- Instrumenten waarvoor de vioolsleutel gebruikt wordt: viool, fluit, hobo, C-trompet, sopraan, alt, ...
- Octaverende instrumenten waarvoor de vioolsleutel gebruikt wordt: piccolo, tenor stem, gitaar, ...
- Transponerende (eventueel ook octaverende) instrumenten waarvoor de vioolsleutel gebruikt wordt, behalve de C-instrumenten: alle andere trompetten, alle andere brassband-instrumenten, alle andere saxofoons, alle klarinetten, hoorns, ...

De g-sleutel kan overigens ook op andere plekken dan rond de tweede lijn staan. Dit gebeurt het meest in muziek die niet specifiek voor (moderne) viool is geschreven. Een voorbeeld hiervan is de Franse vioolsleutel: . In dit geval wordt de onderste lijn, die doorgaans de e1 weergeeft, nu de g-lijn.